# Tipton (Kalifornia)
Tipton statisztikai település az USA Kalifornia államában, Tulare megyében. Lakosainak száma 2519 fő (2020. április 1.).

## Népesség
A település népességének változása:

| 2010 | 2 543 |
| 2020 | 2 519 |